# Zebrasoma
Genre
Zebrasoma est un genre de poissons marins de la famille des Acanthuridae.

## Aquariophilie
Parmi les poissons chirurgiens, le genre Zebrasoma est l'un des plus faciles à élever. Il comprend notamment le Z. flavescens (chirurgien jaune) et le Z. veliferum (chirurgien voile) qui sont des espèces appréciées des aquariophiles. Le chirurgien jaune est un poisson endémique des îles Hawaii. C’est une espèce proche de Zebrasoma scopas, qui est plus terne mais qui est plus largement réparti dans l’aire Indo-Pacifique. Zebrasoma desjardinii vit dans l’océan Indien.

## Liste des espèces
Selon FishBase (9 avril 2014), ITIS (9 avril 2014) et World Register of Marine Species (9 avril 2014) :
- Zebrasoma desjardinii (Bennett, 1836)
- Zebrasoma flavescens (Bennett, 1828) — Chirurgien jaune.
- Zebrasoma gemmatum (Valenciennes, 1835) — Acanthure à pierreries.
- Zebrasoma rostratum (Günther, 1875)
- Zebrasoma scopas (Cuvier, 1829) – Chirurgien à brosses.
- Zebrasoma velifer (Bloch, 1795) – Chirurgien à voile.
- Zebrasoma xanthurum (Blyth, 1852) – Acanthure à queue jaune.

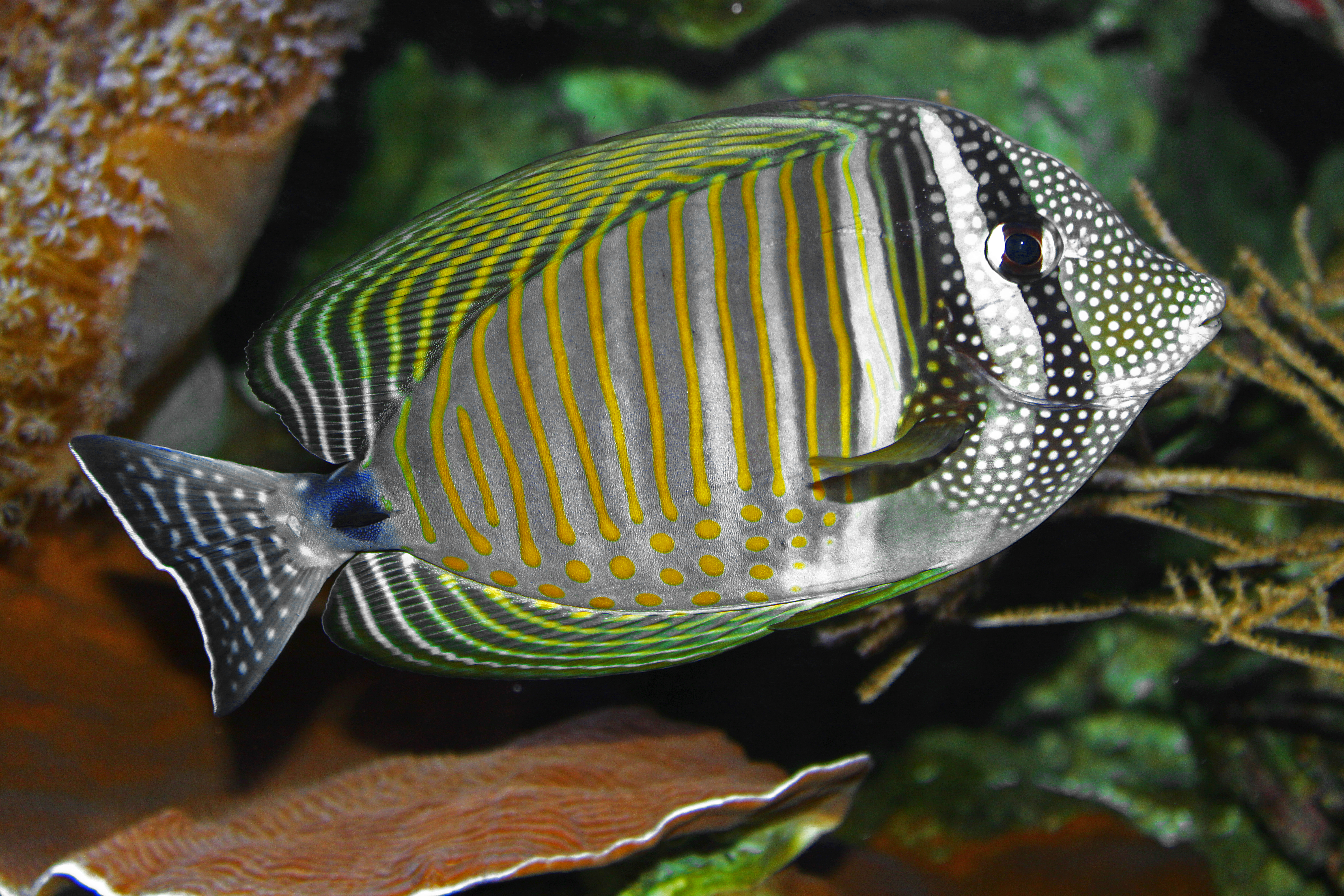
Zebrasoma desjardinii
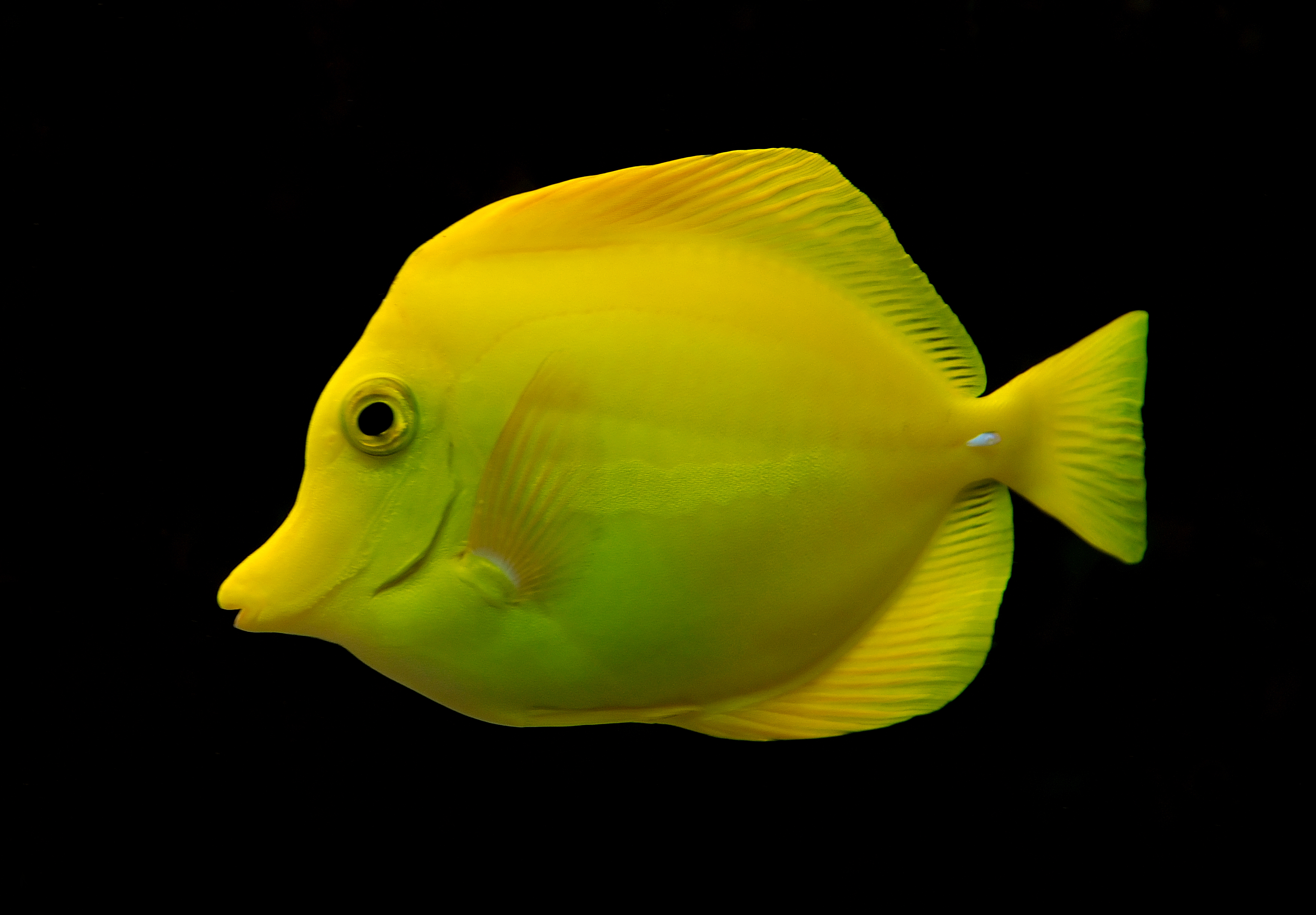
Zebrasoma flavescens
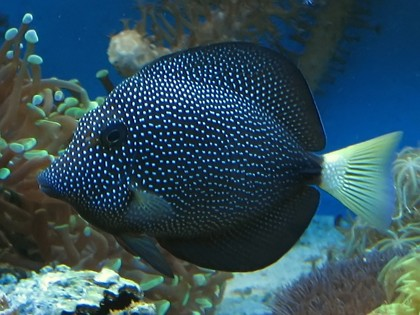
Zebrasoma gemmatum
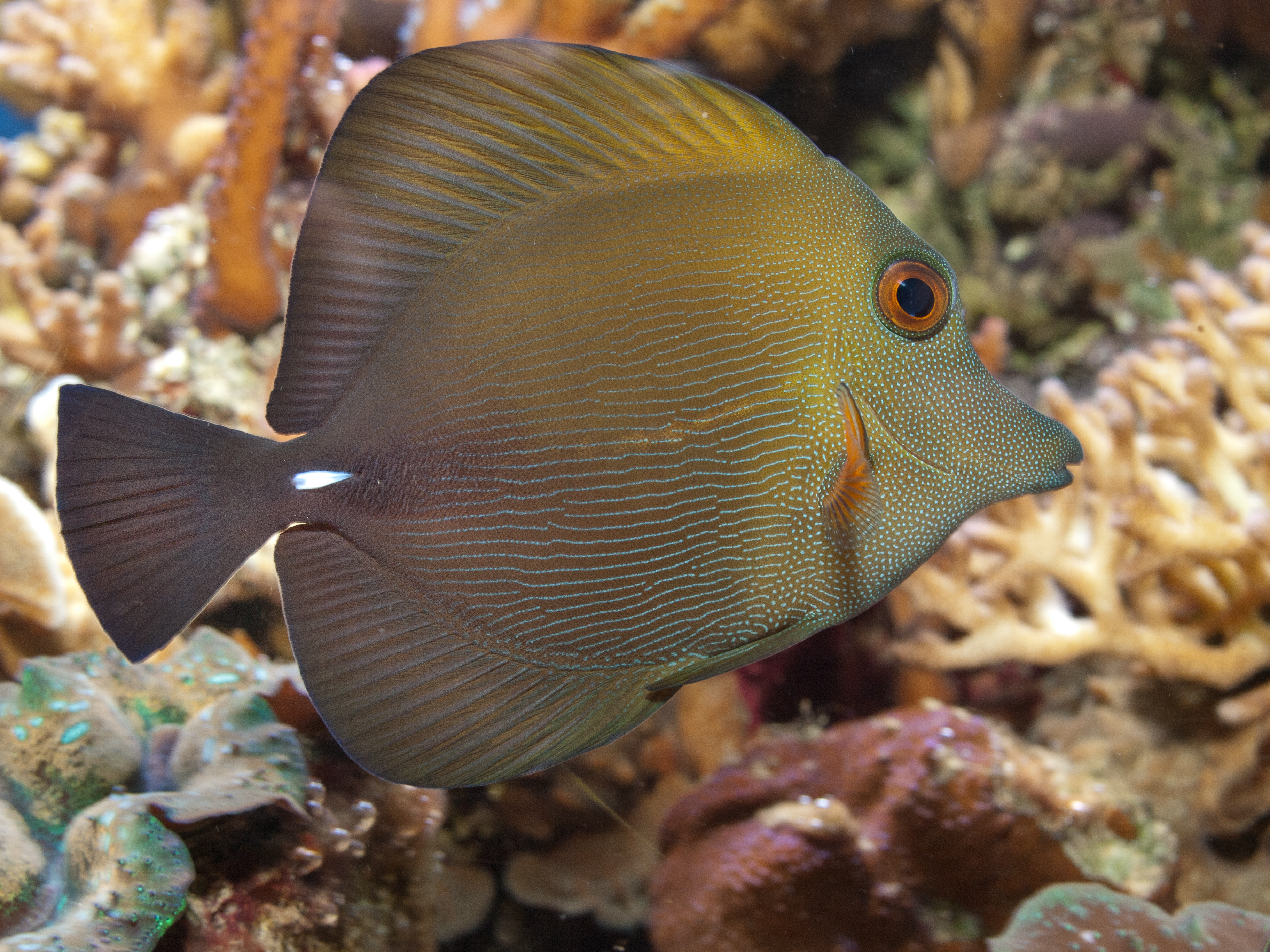
Zebrasoma scopas
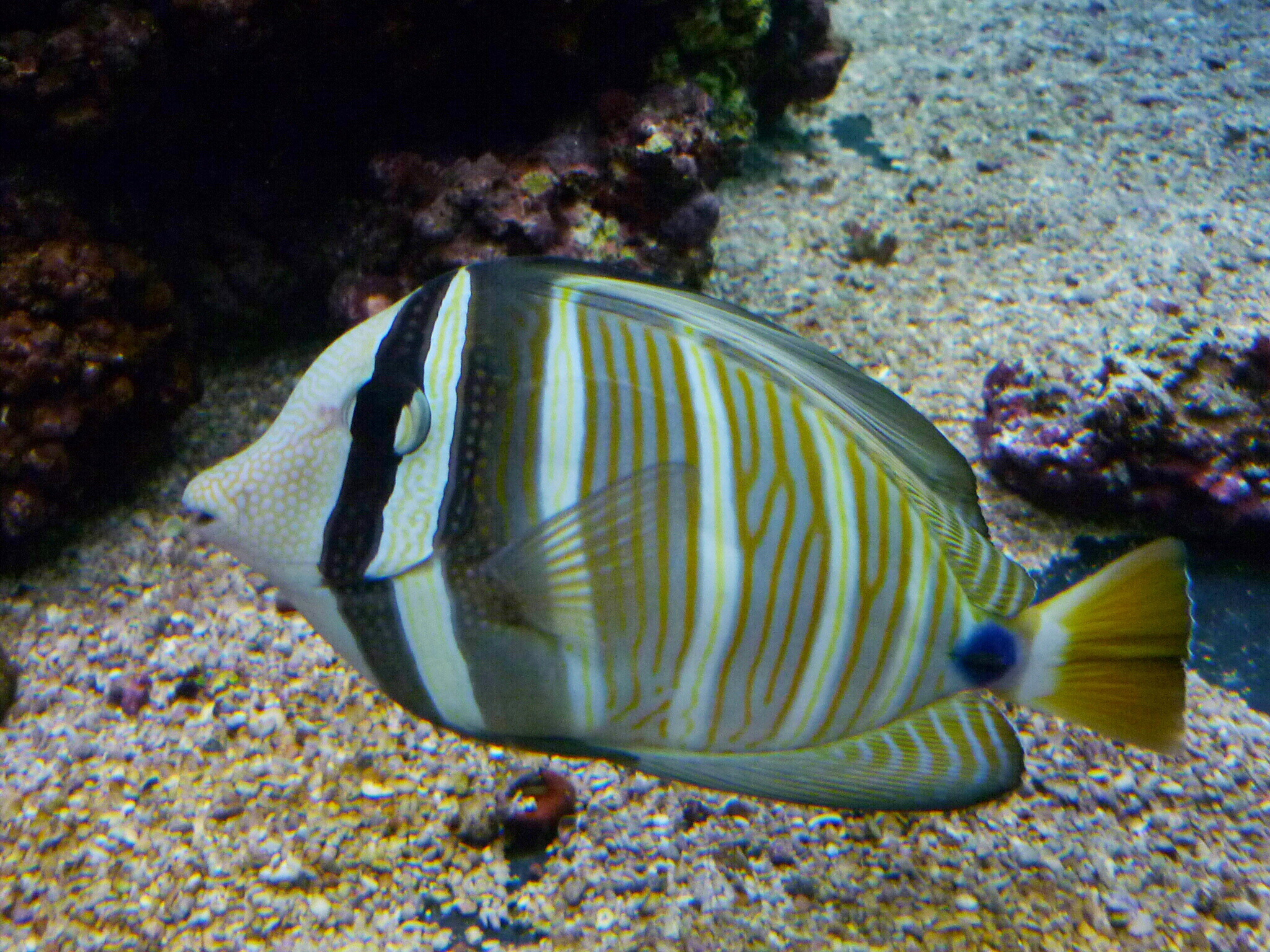
Zebrasoma veliferum
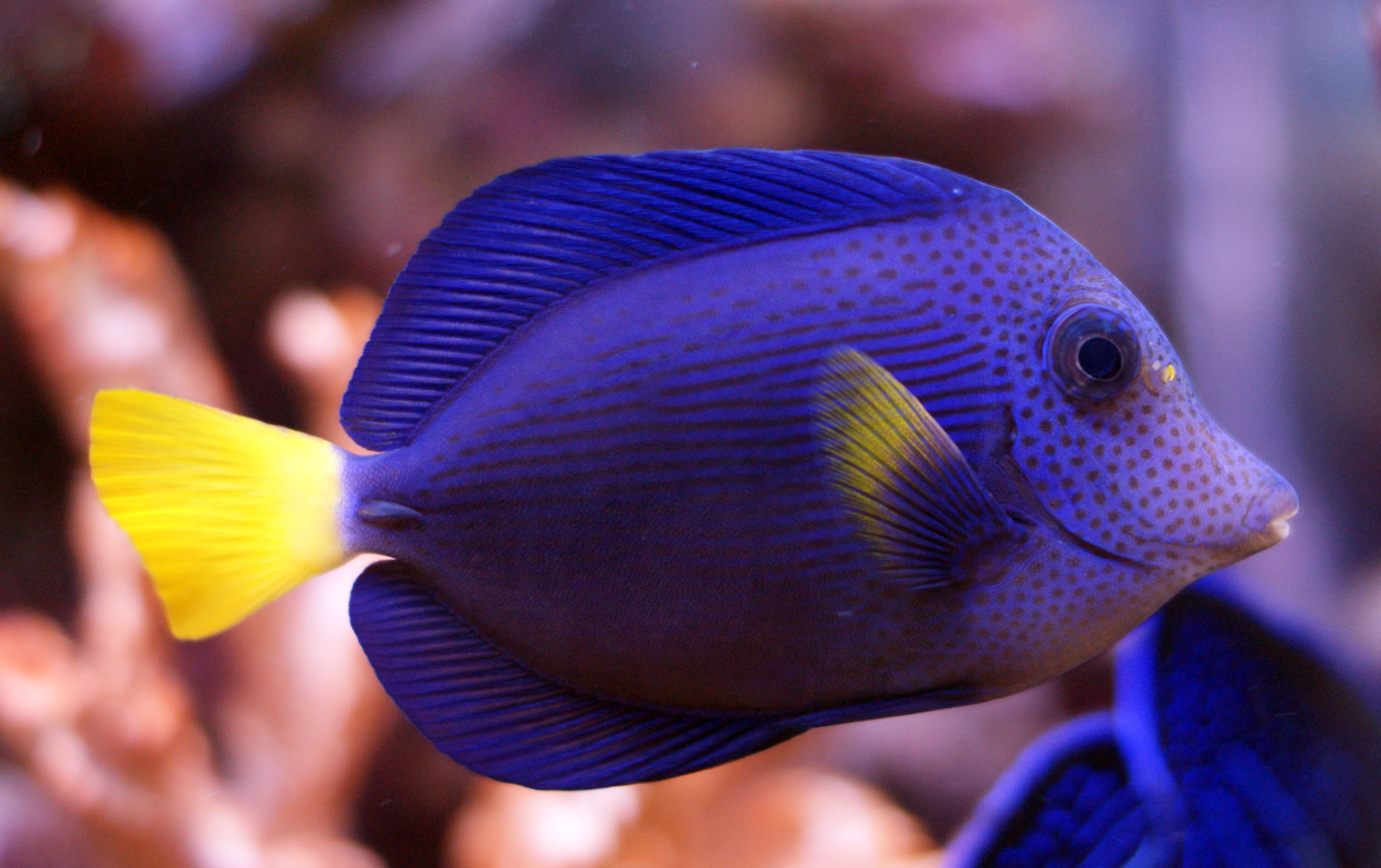
Zebrasoma xanthurum